# Alberto Hernández
Andrés Alberto Hernández Socas (Las Palmas de Gran Canaria, España, 8 de marzo de 1977) es un exfutbolista español, conocido como Alberto, que se desempeñaba como centrocampista.

## Clubes
| Club                            | País   | Año       |
| ------------------------------- | ------ | --------- |
| U. D. Las Palmas Atlético       | España | 1997-1999 |
| Universidad de Las Palmas C. F. | España | 1999-2001 |
| U. D. Las Palmas                | España | 2001-2006 |
| U. D. Almería                   | España | 2006-2007 |
| A. D. Ceuta                     | España | 2007-2009 |
| Universidad de Las Palmas C. F. | España | 2009-2011 |